# Emanuelle nera (filme)
Emanuelle nera  (Emanuelle Negra (título em Portugal) ) é um filme sexploitation softcore ítalo-espanhol de 1975 dirigido por Bitto Albertini. Emanuelle nera segue uma aventura erótica de Mae Jordan (Laura Gemser), uma  jornalista investigativa e fotógrafa itinerante, hedonista, conhecida por seus leitores como 'Emanuelle'. O cenário africano do filme (filmado principalmente no Quênia) foi particularmente usada para justificar o título com uma atriz não negra.

## Antecedentes
Emanuelle nera foi basicamente feito para lucrar com o sucesso do filme francês Emmanuelle com Sylvia Kristel, que havia sido lançado no ano anterior. O único "m" no nome da personagem principal foi deliberadamente omitido para evitar reclamações. Por outro lado, a escalação de uma atriz "exótica" (no entanto, não negra)  para o papel principal ocorreu principalmente na tentativa de capitalizar os populares filmes eróticos com temas anteriores que estrelou Zeudi Araya.

## Enredo
Mae Jordan, conhecida como Emanuelle, é uma fotojornalista que chega em Nairobi para uma reportagem, sendo hospedada por um casal de brancos ricos, Gianni e Ann Danieli.
Em um curto espaço de tempo Emanuelle se apaixona por Gianni e decide ficar em Nairobi, frequentando festas e safaris e não desprezando até mesmo um relacionamento lésbico com Ann. Inicialmente feliz, Emanuelle começa a sentir-se oprimida e ao não ser privada de sua liberdade decide deixar a África, dizendo que só o seu trabalho a torna livre.

## Recepção
O sucesso de público foi enorme, o suficiente para recolher um pouco mais de £ 804 milhões em 862 dias de programação. 

## Crítica
O filme foi muito apreciado pelo New York Times, que escreveu: "Filmado com verdadeira maestria, mesmo nas cenas mais eróticas têm valor artístico substancial". 
Na Itália, no entanto, as críticas foram menos favoráveis.